# Charles-François Hannong

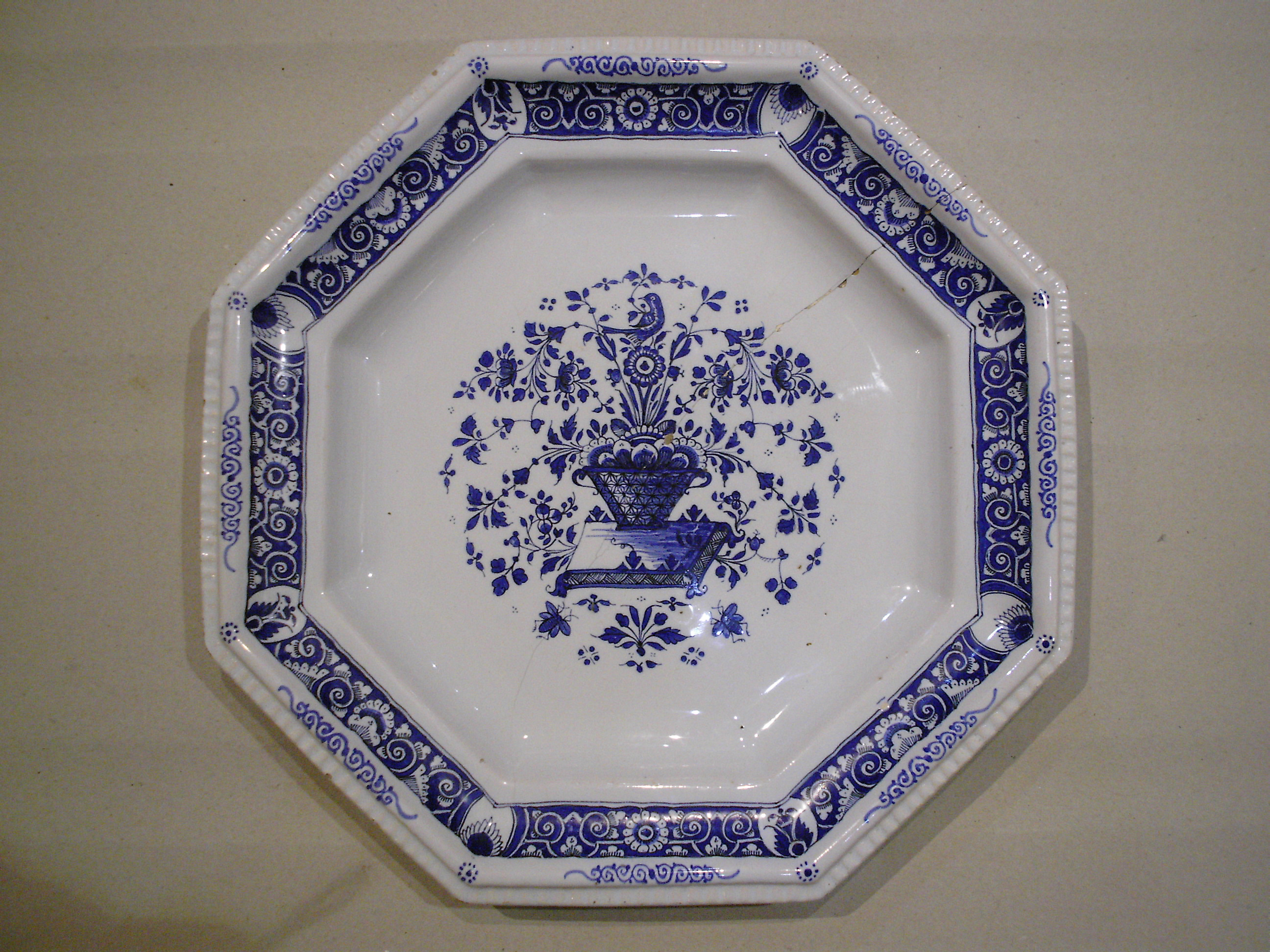
Grand plat bleu. Barr, musée du pain d'épices et de l'art populaire alsacien

Charles-François Hannong, né le 1669 et mort en 1739, est le chef de file d'une famille de faïenciers strasbourgeois.
Il est vraisemblablement le premier en France à avoir possédé le secret de la fabrication de la porcelaine dure.

## Biographie
Originaire de Maastricht en Hollande, il passe quelques années à Mayence où il acquiert peut-être ses premières connaissances en céramique (selon Tainturier la fabrique de faïences fines à Höchst existe alors déjà, ce qui reste à vérifier).
Il épouse à Cologne Anne Nikke, fille d'un fabricant de pipes en terre. Paul Adam naît en 1700, Balthazar en 1703.
La famille s'installe à Strasbourg vers 1709. Dès 1715, il ouvre une petite fabrique de pipes en terre 
dans la rue du Foulon, devenue la rue Hannong. 
Il fait partie de la corporation des maçons, de même que ses fils. En 1718 il est nommé échevin par la corporation des maçons unie à celle des potiers
En 1721 il est associé avec le faïencier franconien Jean Henri Wachenfeld (de),, dans la requête du 15 septembre 1721 adressée au Conseil des XXI pour obtenir l'autorisation de déménager la manufacture de Wachenfeld jusqu'au logis de Hannong. Mais il semble que l'association n'a pas duré car le nom de Wachenfeld n'apparaît plus par la suite. Hannong prend la direction de l'entreprise et son premier mouvement est de transformer sa fabrique de pipes en faïencerie : il met ainsi à profit les connaissances de Wachenfeld et les essais continuent pour ce qui concerne la porcelaine ; car le problème subsiste de l'approvisionnement en matière première, les carrières de kaolin connues à l'époque se trouvent toutes en rive droite du Rhin et bien gardées.
En 1723 Hannong obtient la concession d'un emplacement sur le Rhin pour y installer un moulin à broyer l'émail ; une aiguiserie qui se trouve là est convertie dans ce sens au frais de la ville et lui est louée pour un loyer de 25 livres. Mais après quelques années, une jetée est construite qui réduit la puissance du moulin ; il demande alors l'autorisation de construire un autre moulin plus en aval, et le 20 juin 1736, la cession d'un terrain communal pour y laver sa "terre à porcelaine". 

Mais surtout, en 1724 il fonde une autre fabrique à Haguenau,, 40 km au nord-est de Strasbourg.
Si les premiers efforts n'ont eu qu'un succès moyen, en 1726 la fabrication semble mise au point puisque le 10 mars de cette année-là il offre des assiettes, saladiers et plats d'un « travail fin et blanc » à la corporation des maçons.
En 1729 il est appelé à siéger au petit sénat de Strasbourg, ce qui indique la bonne réputation qu'il a su établir, lui un étranger à la région.
Hannong et ses fils vont à la manufacture de Höchst chercher des procédés, des matériaux et même des ouvriers ; c'est pourquoi il existe de grandes similitudes entre les produits de ces deux manufactures. Ainsi vers 1745 Hannong s'associe avec Ringler, ancien ouvrier de Meissen et cofondateur de la manufacture de Vienne puis directeur de Höchst. Lowenfinck, autre associé, est un ancien chef d'atelier de Höchst.
Selon Tainturier, Charles-François Hannong est vraisemblablement le premier en France à avoir possédé le secret de la fabrication de la porcelaine dure,.
En 1732, il se retire des affaires et cède ses deux manufactures à ses fils Paul-Antoine et Balthazar : Paul Antoine est à la tête de la fabrique de Strasbourg, Balthazar dirige celle de Haguenau. En 1739, Balthazar vend Haguenau à Paul Antoine pour racheter la faïencerie de Durlach mais il échoue dans cette tentative.
Charles-François Hannong meurt le 29 avril 1739.

## Famille
- Charles-François Hannong (1669-1739), marié avec Anne Nikke dont il a eu sept enfants[16], dont :
  - Paul-Antoine Hannong (1700-1760), marié en secondes noces avec Catherine Barbe Acker, dont il a eu seize enfants[17], dont,
    - Joseph-Adam Hannong marié en  1759 avec Marie Françoise Arroy (†1784)[18], dont il a trois filles :
      - Adélaïde Hannong,

    - Pierre-Antoine Hannong (1739-vers 1794)[19],[20],
      - Rossette Hannong,

  - Balthasar Hannong (†1753), marié en 1731 avec Marie Madeleine Vincent[21]
    - Charles François Hannong (1734-1788)[22]
      - Stanislas Charles Constantin Hannong (1770-1832), marié en 1799 avec Cunégonde Jersé[23].